# Rejencja Arnsberg
Rejencja Arnsberg (niem. Regierungsbezirk Arnsberg) – jedna z pięciu rejencji niemieckiego kraju związkowego Nadrenia Północna-Westfalia. Siedziba rejencji oraz zarząd znajdują się  w Arnsbergu.

## Geografia
Rejencja Arnsberg leży w południowo-wschodniej części Nadrenii Północnej-Westfalii. Od południowego wschodu graniczy z rejencją Kassel w Hesji, od północy z rejencją Münster i Detmold, od zachodu z rejencją Kolonia i Düsseldorf, a od południa z Nadrenią-Palatynatem.
Północno-zachodnia część rejencji jest gęsto zaludniona i obejmuje pięć powiatów grodzkich, stanowiących znaczną część zagłębia Ruhry. Na wschodzie i południu występuje znacznie mniejsza gęstość zaludnienia.

## Historia
Rejencja powstała 22 kwietnia 1816 na mocy pruskiej ustawy z 30 kwietnia 1815. 1 stycznia 1975 dokonano reformy administracyjnej, w wyniku której zredukowano liczbę powiatów w rejencji.
Siedziba rejencji w stosunkowo niewielkim Arnsbergu stanowi przynajmniej od czasu industrializacji zagłębia Ruhry przedmiot kontrowersji.

## Podział administracyjny
W skład rejencji Arnsberg wchodzi pięć miast na prawach powiatu oraz siedem powiatów.
Miasta na prawach powiatu:
| Lp. | Nazwa miasta | Ludność (31.12.2010) | Powierzchnia km² |
| --- | ------------ | -------------------- | ---------------- |
| 1   | Bochum       | 374 737              | 145,46           |
| 2   | Dortmund     | 580 444              | 280,42           |
| 3   | Hagen        | 188 529              | 160,35           |
| 4   | Hamm         | 181 783              | 226,25           |
| 5   | Herne        | 164 762              | 51,41            |

Powiaty ziemskie:
| Lp. | Nazwa powiatu       | Ludność (31.12.2010) | Powierzchnia km² | Liczba gmin |
| --- | ------------------- | -------------------- | ---------------- | ----------- |
| 1   | Ennepe-Ruhr         | 331 575              | 408,34           | 9           |
| 2   | Hochsauerland       | 267 601              | 1 958,78         | 12          |
| 3   | Märkischer Kreis    | 430 965              | 1 059,01         | 15          |
| 4   | Olpe                | 138 961              | 710,80           | 7           |
| 5   | Siegen-Wittgenstein | 282 681              | 1 131,65         | 11          |
| 6   | Soest               | 304 167              | 1 327,64         | 14          |
| 7   | Unna                | 411 806              | 542,71           | 10          |